# Чемпионат СССР по настольному теннису
Первое личное первенство СССР по настольному теннису состоялось в ноябре 1951 года в Вильнюсе. Далее личные первенства страны проходили ежегодно вплоть до распада СССР в 1991 году. В 1959 и 1963 годах прошли II и III Спартакиады народов СССР, которые приравнивались к первенствам страны.На первых десяти чемпионатах СССР доминировали спортсмены Литовской ССР, завоевавшие 40 из 80 разыгранных золотых медалей. Позже «центр» медалей переместился в Москву и Закавказье.
Последний чемпионат СССР был проведён в 1991 году. В марте 1992 года в Оренбурге был проведён чемпионат СНГ. В дальнейшем в каждой стране, ранее входившей в состав СССР, начал проводиться свой отдельный национальный чемпионат.
Первый командный чемпионат СССР по настольному теннису между сборными коллективами добровольных спортивных обществ (ДСО) прошёл в ноябре 1952 году в Таллине. Он положил начало проведению регулярных командных первенств страны. Первое место как у мужчин, так и у женщин заняла команда общества «Спартак». Тогда же было решено, что турниры будут чередоваться: по нечётным годам в состязаниях должны участвовать сборные союзных республик, по чётным — коллективы ДСО. Естественно, за многие годы произошли существенные изменения в структуре обществ, изменилась формула проведения командных чемпионатов, количественные составы команд, а также принципы зачёта.

## Победители

### Чемпионаты СССР (1951—1991 гг). Чемпионы и призёры в личных соревнованиях
| Год, город         | Одиночный разряд                                                      | Одиночный разряд                                                     | Парный разряд                                                                                                | Парный разряд                                                                                                  | Микст | Микст |
| ------------------ | --------------------------------------------------------------------- | -------------------------------------------------------------------- | --- | --- | --- | ----- |
| Год, город         | Мужчины                                                               | Женщины                                                              | Мужчины | Женщины | |       |
| 1951 Вильнюс       | Арутюн Акопян Фимас Душкесас Альфред Франтс                           | Аста Миттов Бронислава Балайшене Онна Жилевичуте                     | Вилюс Варякоис/Владас Дзиндзиляускас Арутюн Акопян/Фимас Душкесас Евгений Никольскис/Григорий Гринберг       | Раиса Ушакова/Ж.Торосян Аста Миттов/М. Саар Е.Мелега/И.Самборская                                              | Владас Дзиндзиляускас/Онна Жилевичуте Бронислава Балайшене/Вилюс Варякоис Альфред Франтс/Ирина Саар           |       |
| 1952 Таллин        | Альгимантас Саунорис Фимас Душкесас Альфред Звиргздиньш               | Онна Жилевичюте Аста Миттов Бронислава Балайшене                     | Арутюн Акопян/Фимас Душкесас Альфред Франтс/Раймонд Сепп                                                     | Регина Витулските/Юлия Урбшене Бронислава Балайшене/Онна Жалевичуте Эвелин Лесталь/Ирина Саар                  | Владас Дзиндзиляускас/Онна Жилевичюте Альфред Франтс/Ирина Саар                                               |       |
| 1953 Ленинград     | Альгимантас Саунорис Фимас Душкесас Арутюн Акопян                     | Эвелин Лесталь Сюзанна Аракелян Аста Миттов                          | Арутюн Акопян/Фимас Душкесас Аба Гелван/М. Левитанус                                                         | Онна Жилевичуте/Бронислава Балайшене                                                                           | Сюзанна Аракелян (Захарян)/Арутюн Акопян Эвелин Лесталь/Эльмар Мяги                                           |       |
| 1954 Москва        | Альгимантас Саунорис Арутюн Акопян Альфред Франтс Фимас Душкесас      | Бронислава Балайшене Эвелин Лесталь Сюзанна Аракелян Онна Жилевичуте | Владас Дзиндзиляускас/Римас Пашкявичус Альгимантас Саунорис/Вальдас Балтакис                                 | Эвелин Лесталь/Сюзанна Аракелян (Захарян) Юлия Урбшене/Регина Витульските                                      | Арутюн Акопян/Сюзанна Аракелян (Захарян) Ирина Саар/Альфред Франтс Эльмар Мяги/Эвелин Лесталь                 |       |
| 1955 Минск         | Альфред Франтс Альгимантас Саунорис                                   | Эвелин Лесталь Бронислава Балайшене                                  | Альфред Франтс/Альберт Канепи                                                                                | Онна Жилевичуте/Бронислава Балайшене                                                                           | Альфред Франтс/Ирина Саар                                                                                     |       |
| 1956 Ленинград     | Альгимантас Саунорис Иоганнес Меекса Римас Пашкявичус                 | Эвелин Лесталь Онна Жилевичюте Бронислава Балайшене                  | Альгимантас Саунорис/Вальдас Балтакис Анатолий Франтс/Альберт Канепи Римас Пашкявичус/Фимас Душкесас         | Бронислава Балайшене/Онна Жилевичюте Эвелин Лесталь/Хельги Песур Раиса Ушакова/Г. Грушина                      | Сюзанна Аракелян (Захарян)/Арутюн Акопян Бронислава Балайшене/Альгимантас Саунорис Эвелин Лесталь/Эльмар Мяги |       |
| 1957 Москва        | Григорий Гринберг Альгимантас Саунорис Альбинас Чепайтис              | Бронислава Балайшене Хельги Песур Эвелин Лесталь                     | Альгимантас Саунорис/Римас Пашкявичус Арутюн Акопян/Иоганнес Меекса Григорий Гринберг/Фимас Душкесас         | Эвелин Лесталь/Хельги Песур Бронислава Балайшене/Онна Жилевичюте Ирина Саар/Аста Миттов                        | Бронислава Балайшене/Альгимантас Саунорис Вида Сирутите/Римас Пашкявичус Онна Жилевичуте/Вальдас Балтакис     |       |
| 1958 Ереван        | Римас Пашкявичюс Арутюн Акопян Адольфас Заблоцкис                     | Эвелин Лесталь Сюзанна Аракелян (Захарян) Лали Изашвили              | Римас Пашкявичус/Альгимантас Саунорис Арутюн Акопян/Иоганнес Меекса Анатолий Книжник/Владимир Лебедик        | Сюзанна Аракелян (Захарян)/Ниеле Раманаускайте Эвелин Лесталь/Xелги Песур Онна Жилевичюте/Бронислава Балайшене | Иоганнес Меекса/Эвелин Лесталь Сигне-Май Пайсярв/Матти Пихлакас Григорий Гринберг/А. Ермолаева                |       |
| 1959 Москва        | Альгимантас Саунорис Арутюн Акопян Геннадий Аверин                    | Ниеле Раманаускайте Хельги Песур Онна Жилевичуте                     | Римас Пашкявичус/Альгимантас Саунорис Александр Кирпша/Олег Жеребенков Игорь Клаф/Анатолий Бродский          | Эвелин Лесталь/ Хельги Песур Сигне-Май Пайсярв/Ирина Саар Сюзанна Захарян/Ниеле Раманаускайте                  | Римас Пашкявичус/Ниеле Раманаускайте Эвелин Лесталь/Иоганнес Меекса Сусанна Куньшина/Григорий Гринберг        |       |
| 1960 Киев          | Геннадий Аверин Григорний Гринберг Альгимантас Саунорис Арутюн Акопян | Эвелин Лесталь Ирина Саар Сигне-Май Пайсярв                          | Геннадий Аверин/Григорий Гринберг Римас Пашкявичус/Альгимантас Саунорис Иоганнес Меекса/Хельдур Мяэ          | Эвелин Лесталь/Хельги Песур Сюзанна Захарян/Ниеле Раманаускайте Александра Косякина/Татьяна Васильева          | Сигне-Май Пайсярв/Альгимандас Саунорис Сюзанна Захарян/Геннадий Аверин Эвелин Лесталь/Иоганнес Меекса         |       |
| 1961 Баку          | Альгимантас Саунорис Григорний Гринберг Геннадий Аверин               | Ниёле Раманаускайте Сигне-Май Пайсярв Дзинтра Лукина                 | Арутюн Акопян/Маис Шейдабеков Римас Пашкявичус/Альгимантас Саунорис Николай Новиков/Зигмунд Калныньш         | Александра Косякина/Татьяна Васильева Эвелин Лесталь/Xелги Песур Сюзанна Захарян/Сигне-Май Пайсярв             | Сигне-Май Пайсярв/Альгимандас Саунорис Дзинтра Лукина/Зигмунд Калныньш Ниёле Раманаускайте/Римас Пашкявичус   |       |
| 1962 Таллин        | Геннадий Аверин Альгимантас Саунорис Григорий Гринберг                | Лайма Балайшите Сигне-Май Пайсярв Софья Белоцерковская               | Геннадий Аверин/Николай Новиков Зигмунд Калныньш/Григорий Гринберг Арутюн Акопян/Маис Шейдабеков             | Дзинтра Лукина/Светлана Гринберг Сюзанна Захарян/Сигне-Май Пайсярв Зоя Руднова/Софья Белоцерковская            | Геннадий Аверин/Зоя Руднова Сигне-Май Пайсярв/Альгимантас Саунорис Альдоне Кондратайте/Витаускас Вайджулис    |       |
| 1963 Москва        | Давид Бродский Анатолий Амелин Зигмундс Калныньш                      | Зоя Руднова Светлана Гринберг Лайма Балайшите                        | Михаил Насыпайко/Борис Холодовский Анатолий Амелин/Вилли Шляпочников Давид Бродский/Константин Дмитров       | Зоя Руднова/Светлана Гринберг Лайма Балайшите/Алдона Кондратайте Сигне Пайсярв/Маре Кабритс                    | Светлана Гринберг/Давид Бродский Дзинтра Лукина/Зигмундс Калныньш Сигне Пайсярв/Григорий Гринберг             |       |
| 1964 Каунас        | Анатолий Амелин Зигмунд Калныньш Геннадий Аверин                      | Лайма Балайшите Светлана Гринберг Зоя Руднова                        | Анатолий Амелин/Николай Новиков Геннадий Аверин/Давид Бродский Вилли Шляпочников/Марат Аксянов               | Мария Кабритс/Сигне-Май Пайсярв Зоя Руднова/Светлана Гринберг Софья Простакова/Софья Белоцерковская            | Зоя Руднова/Геннадий Аверин Алдона Кондратайте/Константин Дмитров Светлана Гринберг/Давид Бродский            |       |
| 1965 Харьков       | Станислав Гомозков Зигмунд Калныньш Николай Новиков                   | Зоя Руднова Светлана Гринберг Евдокия Голубкова                      | Анатолий Амелин/Николай Новиков Геннадий Аверин/Давид Бродский Гегам Вартанян/Констанстин Дмитров            | Зоя Руднова/Светлана Гринберг Любовь Гришина/Раиса Куксина Белла Анисимова/Рита Погосова                       | Зоя Руднова/Геннадий Аверин Татьяна Васильева/Николай Новиков Светлана Гринберг/Давид Бродский                |       |
| 1966 Каунас        | Давид Бродский Теймураз Рамазашвили Зигмунд Калныньш                  | Лайма Балайшите Зоя Руднова Белла Анисимова                          | Саркис Сархаян/ Гегам Вартанян Анатолий Амелин/Станислав Гомозков Геннадий Аверин/Юрий Вудынский             | Зоя Руднова/Лайма Балайшите Белла Анисимова/Рита Погосова Сигне-Май Пайсярв/Дзинтра Лукина                     | Зоя Руднова/Геннадий Аверин Татьяна Васильева/Николай Новиков Рита Погосова/Саркис Сархаян                    |       |
| 1967 Ереван        | Станислав Гомозков Борис Холодовский Анатолий Амелин                  | Зоя Руднова Лайма Балайшите Сигне-Май Пайсярв                        | Станислав Гомозков/Анатолий Амелин Саркис Сархоян/Гегам Варданян Геннадий Аверин/Юрий Вудынский              | Лайма Балайшите/Сигне-Май Пайсярв Белла Анисимова/Рита Погосова Зоя Руднова/Светлана Гринберг                  | Рита Погосова/Саркис Сархаян Зоя Руднова/Анатолий Амелин Лайма Балайшене/Гегам Варданян                       |       |
| 1968 Таллин        | Саркис Сархаян Анатолий Амелин Станислав Гомозков                     | Зоя Руднова Алдона Скарулене (Кондратайте) Светлана Гринберг         | Саркис Сархаян Гегам Варданян Станислав Гомозков Анатолий Амелин Геннадий Аверин Давид Бродский              | Белла Анисимова Рита Погосова Зоя Руднова Светлана Гринберг Алдона Скарулене Евдокия Голубкова                 | Саркис Сархаян Рита Погосова Станислав Гомозков Зоя Руднова Анатолий Амелин Светлана Гринберг                 |       |
| 1969 Баку          | Станислав Гомозков Саркис Сархаян Анатолий Амелин                     | Рита Погосова Зоя Руднова Светлана Гринберг                          | Саркис Сархаян Гегам Варданян Станислав Гомозков Анатолий Амелин Улдис Эглитис Георгий Стрельников           | Рита Погосова Татьяна Попова (Васильева) Зоя Руднова Светлана Гринберг Любовь Гришина                          | Станислав Гомозков Зоя Руднова Саркис Сархаян Рита Погосова Давид Бродский Галина Еременко                    |       |
| 1970 Курган        | Анатолий Амелин Станислав Гомозков                                    | Светлана Гринберг Алдона Скарулене (Кондратайте)                     | Станислав Гомозков Анатолий Амелин Саркис Сархаян Гегам Варданян                                             | Светлана Гринберг Рита Погосова Зоя Руднова Белла Анисимова                                                    | Саркис Сархаян Рита Погосова Улдис Эглитис Аста Гедрайтите                                                    |       |
| 1971 Куйбышев      | Саркис Сархаян Евгений Бирковский Анатолий Амелин                     | Зоя Руднова Рита Погосова Лайма Амелина                              | Станислав Гомозков Анатолий Амелин Саркис Сархаян Гегам Варданян Улдис Эглитис Георгий Стрельников           | Зоя Руднова Светлана Гринберг Рита Погосова Белла Анисимова Любовь Гришина Галина Еременко                     | Станислав Гомозков Зоя Руднова Саркис Сархаян Рита Погосова Георгий Стрельников Евдокия Голубкова             |       |
| 1972 Ворошиловград | Саркис Сархаян Виктор Фурсов Станислав Гомозков                       | Зоя Руднова Лайма Амелина Рита Погосова                              | Саркис Сархаян Гегам Варданян Станислав Гомозков Анатолий Амелин Улдис Эглитис Георгий Стрельников           | Зоя Руднова Светлана Гринберг Лайма Амелина Евдокия Голубкова Рита Погосова Эльмира Антонян                    | Станислав Гомозков Зоя Руднова Саркис Сархаян Рита Погосова Анатолий Строкатов Светлана Фёдорова (Гринберг)   |       |
| 1973 Каунас        | Станислав Гомозков Анатолий Амелин Саркис Сархаян                     | Зоя Руднова Эльмира Антонян Аста Гедрайтите                          | Станислав Гомозков Саркис Сархаян Виталий Островский Анатолий Амелин Баграт Бурназян Анатолий Строкатов      | Зоя Руднова Аста Гедрайтите Белла Анисимова Эльмира Антонян Рита Погосова Галина Еременко                      | Станислав Гомозков Зоя Руднова Саркис Сархаян Рита Погосова Баграт Бурназян Эльмира Антонян                   |       |
| 1974 Ереван        | Саркис Сархаян Станислав Гомозков Анатолий Строкатов                  | Зоя Руднова Татьяна Фердман Эльмира Антонян                          | Станислав Гомозков Саркис Сархаян Виталий Островский Анатолий Амелин Баграт Бурназян Анатолий Строкатов      | Татьяна Фердман Надежда Мешкова Валентина Попова Эмма Оганян Светлана Фёдорова (Гринберг) Нина Черепанова      | Станислав Гомозков Зоя Руднова Анатолий Строкатов Аста Гедрайтите Юрий Волочков Светлана Фёдорова (Гринберг)  |       |
| 1975 Львов         | Баграт Бурназян Виктор Фурсов Анатолий Строкатов                      | Татьяна Фердман Тамара Чигвинцева Любовь Гришина                     | Станислав Гомозков Саркис Сархаян Георгий Стрельников Александр Сарибекян Виталий Островский Анатолий Амелин | Эльмира Антонян Татьяна Фердман Валентина Попова Надежда Мешкова Елена Конокова Белла Анисимова                | Саркис Сархаян Рита Погосова Станислав Гомозков Татьяна Фердман Анатолий Строкатов Эльмира Антонян            |       |
| 1976 Баку          | Анатолий Строкатов Станислав Гомозков Саркис Сархаян                  | Эльмира Антонян Зоя Руднова Валентина Попова                         | Станислав Гомозков Саркис Сархаян Баграт Бурназян Анатолий Строкатов Виталий Островский Анатолий Амелин      | Татьяна Фердман Эльмира Антонян Светлана Фёдорова (Гринберг) Надежда Мешкова Зоя Руднова Валентина Попова      | Саркис Сархаян Эльмира Антонян Станислав Гомозков Зоя Руднова Баграт Бурназян Валентина Попова                |       |
| 1977 Ворошиловград | Анатолий Строкатов Саркис Сархаян Баграт Бурназян                     | Валентина Попова Татьяна Фердман Нарине Антонян                      | Саркис Сархаян Баграт Бурназян Станислав Гомозков Анатолий Строкатов Виталий Островский Анатолий Амелин      | Тамара Чигвинцева Людмила Бакшутова Татьяна Фердман Валентина Попова Виктория Волкова Галина Еременко          | Саркис Сархаян Эльмира Антонян Эдуард Закарян Александра Станкене Анатолий Строкатов Валентина Попова         |       |
| 1978 Одесса        | Саркис Сархаян Станислав Гомозков Анатолий Строкатов                  | Валентина Попова Людмила Бакшутова Нарине Антонян                    | Анатолий Строкатов Саркис Сархаян Эдуард Закарян Баграт Бурназян Станислав Гомозков Валерий Шевченко         | Светлана Осолодкова Нина Клыгуль Валентина Попова Эльмира Антонян Татьяна Фердман Нарине Антонян               | Саркис Сархаян Эльмира Антонян Баграт Бурназян Нарине Антонян Анатолий Строкатов Валентина Попова             |       |
| 1979 Каунас        | Баграт Бурназян Анатолий Строкатов Саркис Сархаян                     | Валентина Попова Нарине Антонян Тамара Чигвинцева                    | Саркис Сархаян Анатолий Строкатов Валерий Шевченко Миронас Креерис Эдуард Закарян Баграт Бурназян            | Людмила Бакшутова Анита Захарян Валентина Попова Нарине Антонян Л.Деркач С.Геллер                              | Анатолий Строкатов Валентина Попова Саркис Сархаян Эльмира Антонян Эдуард Закарян Аста Станкене (Гедрайтите)  |       |
| 1980 Караганда     | Игорь Солопов Баграт Бурназян Саркис Сархаян                          | Валентина Попова Иоланта Данилявичюте Нарине Антонян                 | Игорь Солопов Баграт Бурназян Валерий Шевченко Миронас Креерис Саркис Сархаян Анатолий Строкатов             | Людмила Бакшутова Анита Захарян Флюра Булатова Тамара Чигвинцева Валентина Попова Нарине Антонян               | Саркис Сархаян Эльмира Антонян Анатолий Строкатов Валентина Попова Рейт Линдмяэ Анита Захарян                 |       |
| 1981 Караганда     | Игорь Солопов Виталий Островский Саркис Сархаян                       | Валентина Попова Нарине Антонян Анита Захарян                        | Саркис Сархаян Анатолий Строкатов Рейт Линдмяэ Владимир Шубин Валерий Шевченко Миронас Креерис               | Валентина Попова Нарине Антонян Инга Яворовская Елена Конокова Иоланта Данилявичюте Анита Захарян              | Саркис Сархаян Эльмира Антонян Анатолий Строкатов Валентина Попова Валерий Шевченко Иоланта Данилявичюте      |       |
| 1982 Ленинград     | Михаил Овчаров Владимир Дворак Анатолий Строкатов                     | Инна Коваленко Иоланта Данилявичюте Флюра Булатова                   | Рейт Линдмяэ Владимир Шубин Иван Минкевич Эдуард Закарян Валерий Шевченко Миронас Креерис                    | Инна Коваленко Флюра Булатова Валентина Попова Нарине Антонян Иоланта Данилявичюте Анита Захарян               | Марат Абжигитов Инна Коваленко Михаил Овчаров Валентина Попова Игорь Солопов Флюра Булатова                   |       |
| 1983 Львов         | Валерий Шевченко Баграт Бурназян Иван Минкевич                        | Иоланта Данилявичюте Нарине Антонян Флера Хасанова                   | Юрий Волочков Иван Минкевич Борис Розенберг Миронас Креерис Георгий Стрельников Игорь Подносов               | Валентина Попова Нарине Антонян Оксана Грек Раиса Дьяченко Инна Коваленко Флюра Булатова                       | Игорь Солопов Флюра Булатова Саркис Сархаян Эльмира Антонян Игорь Подносов Валентина Попова                   |       |
| 1984 Москва        | Андрей Мазунов Александр Стадниченко Валерий Шевченко                 | Анита Захарян Флюра Булатова Валентина Попова                        | Борис Розенберг Валерий Шевченко Миронас Креерис Владимир Шубин Юрий Волочков Иван Минкевич                  | Валентина Попова Нарине Антонян Инга Яворовская Алла Мухоморова Иоланта Данилявичюте Анита Захарян             | Игорь Подносов Валентина Попова Иван Минкевич Анита Захарян Андрей Мазунов Елена Вечерок                      |       |
| 1985 Ереван        | Владимир Дворак Игорь Солопов Борис Розенберг                         | Флюра Булатова Елена Вечерок Валентина Попова                        | Андрей Мазунов Борис Розенберг Валерий Шевченко Игорь Подносов Владимир Дворак Игорь Солопов                 | Елена Вечерок Флера Хасанова Валентина Попова Нарине Антонян Флюра Булатова Раиса Тимофеева                    | Андрей Мазунов Нарине Антонян Валерий Шевченко Татьяна Потёмкина Леонид Гейсман Елена Кузнецова               |       |
| 1986 Таллин        | Игорь Подносов Борис Розенберг Владимир Дворак                        | Анита Захарян Елена Вечерок Инга Яворовская                          | Игорь Подносов Валерий Шевченко Марат Абжигитов М.Манаширов Андрей Мазунов Борис Розенберг                   | Флюра Булатова Раиса Тимофеева Елена Вечерок Флера Хасанова Елена Ковтун Погосян                               | Владимир Маринкевич Елена Комракова Игорь Подносов Ирина Запевалова Евгений Брайнин Алла Мухоморова           |       |
| 1987 Тбилиси       | Борис Розенберг Владимир Дворак Андрей Мазунов                        | Флюра Булатова Валентина Попова Флера Хасанова                       | Владимир Дворак Александр Стадниченко Андрей Мазунов Борис Розенберг Игорь Подносов Валерий Шевченко         | Валентина Попова Раиса Тимофеева Инга Яворовская Алла Мухоморова Флюра Булатова Елена Ковтун                   | Игорь Подносов Валентина Попова Андрей Мазунов Флюра Булатова Борис Розенберг Иоланта Прусене (Данилявичюте)  |       |
| 1988 Каунас        | Андрей Мазунов Борис Розенберг Евгений Брайнин                        | Раиса Тимофеева Флюра Булатова Елена Ковтун                          | Андрей Мазунов Борис Розенберг Самвел Варданян Алексей Мурзов                                                | Флюра Булатова Елена Ковтун                                                                                    | Игорь Подносов Иоланта Прусене Евгений Щетинин Елена Ковтун                                                   |       |
| 1989 Минск         | Владимир Дворак Игорь Подносов                                        | Валентина Попова Галина Мельник                                      | Игорь Подносов Борис Розенберг Андрей Мазунов Дмитрий Мазунов                                                | Валентина Попова Галина Мельник Иоланта Прусене Флера Хасанова                                                 | Игорь Подносов Иоланта Прусене Дмитрий Мазунов Елена Комракова                                                |       |
| 1990 Оренбург      | Андрей Мазунов Дмитрий Мазунов Евгений Щетинин                        | Раиса Тимофеева Галина Мельник                                       | Владимир Маринкевич Самвел Варданян Мулит Кушхов Алексей Мурзов                                              | Раиса Тимофеева Елена Конокова Елена Тимина Ирина Палина                                                       | Борис Розенберг Ольга Лапошина Самвел Варданян Валентина Попова                                               |       |
| 1991 Минск         | Дмитрий Мазунов Андрей Мазунов Владимир Маринкевич                    | Галина Мельник Валентина Попова Оксана Кущ                           | Андрей Мазунов Дмитрий Мазунов Владимир Самсонов Дмитрий Самсонов Мулит Кушхов Алексей Мурзов                | Оксана Кущ Ванда Литинская Татьяна Кулагина Екатерина Кулагина                                                 | Евгений Брайнин Татьяна Медведева                                                                             |       |

### Чемпионат СНГ 1992 года. Личные соревнования
|               | Одиночный разряд | Одиночный разряд | Парный разряд                 | Парный разряд             | Микст                           | Микст |
| ------------- | ---------------- | ---------------- | ----------------------------- | ------------------------- | ------------------------------- | ----- |
| Мужчины       | Женщины          | Мужчины          | Женщины                       |                           |                                 |       |
| 1992 Оренбург | Дмитрий Мазунов  | Елена Тимина     | Дмитрий Гусев Дмитрий Мазунов | Елена Тимина Ирина Палина | Дмитрий Мазунов Елена Комракова |       |

### Чемпионаты СССР. Индивидуальные достижения (мужчины)
|       | Фамилия, Имя          | Республика | Медали | Медали  | Медали | Медали |
| ----- | --------------------- | ---------- | ------ | ------- | ------ | ------ |
| Всего | Фамилия, Имя          | Республика | Золото | Серебро | Бронза |        |
| 1     | Саркис Сархаян        | Грузия     | 45     | 26      | 11     | 8      |
| 2     | Станислав Гомозков    | РСФСР      | 32     | 16      | 12     | 4      |
| 3     | Анатолий Амелин       | РСФСР      | 25     | 7       | 11     | 7      |
| 4     | Анатолий Строкатов    | Украина    | 23     | 6       | 6      | 11     |
| 5     | Саунорис, Альгимантас | Литва      | 22     | 13      | 9      | 0      |
| 6     | Аверин, Геннадий      | РСФСР      | 17     | 8       | 3      | 6      |
| 7     | Арутюн Акопян         | Армения    | 16     | 7       | 7      | 2      |
| 8     | Мазунов, Андрей       | РСФСР      | 15     | 7       | 4      | 4      |
| 9     | Пашкявичус, Римас     | Литва      | 15     | 6       | 3      | 6      |
| 10    | Бурназян, Баграт      | Армения    | 15     | 4       | 5      | 6      |
| 11    | Борис Розенберг       | Украина    | 14     | 6       | 4      | 4      |
| 12    | Подносов, Игорь       | РСФСР      | 13     | 7       | 3      | 3      |
| 13    | Шевченко, Валерий     | РСФСР      | 13     | 3       | 4      | 6      |
| 14    | Гринберг, Григорий    | Молдавия   | 12     | 2       | 3      | 7      |
| 15    | Франтс, Адольфас      | Эстония    | 11     | 3       | 4      | 4      |
| 16    | Бродский, Давид       | РСФСР      | 10     | 3       | 2      | 5      |

### Чемпионаты СССР. Индивидуальные достижения (женщины)
|       | Фамилия, Имя          | Республика           | Медали | Медали  | Медали | Медали |
| ----- | --------------------- | -------------------- | ------ | ------- | ------ | ------ |
| Всего | Фамилия, Имя          | Республика           | Золото | Серебро | Бронза |        |
| 1     | Руднова, Зоя          | РСФСР                | 39     | 23      | 10     | 6      |
| 2     | Попова, Валентина     | Азербайджан          | 36     | 14      | 12     | 10     |
| 3     | Гринберг, Светлана    | РСФСР                | 25     | 8       | 7      | 10     |
| 4     | Лесталь, Эвелин       | Эстония              | 23     | 10      | 8      | 5      |
| 5     | Погосова, Рита        | Азербайджан, Армения | 21     | 8       | 8      | 5      |
| 6     | Антонян, Эльмира      | Армения              | 17     | 8       | 5      | 4      |
| 7     | Балайшене, Бронислава | Литва                | 17     | 6       | 6      | 5      |
| 8     | Жилевичуте, Онна      | Литва                | 16     | 6       | 3      | 7      |
| 9     | Захарян, Сюзанна      | Армения              | 16     | 5       | 6      | 5      |
| 10    | Антонян, Нарине       | Армения              | 16     | 4       | 7      | 5      |
| 11    | Сигне-Май Пайсярв     | Эстония              | 16     | 4       | 6      | 6      |
| 12    | Булатова, Флюра       | РСФСР                | 15     | 6       | 4      | 5      |
| 13    | Балайшите, Лайма      | Литва, РСФСР         | 13     | 5       | 4      | 4      |
| 14    | Прусене, Иоланта      | Литва                | 12     | 3       | 3      | 6      |
| 15    | Саар, Ирма            | Эстония              | 11     | 1       | 6      | 4      |
| 16    | Захарян, Анита        | Армения              | 10     | 4       | 1      | 5      |